# رایسباخ (زار)
رایسباخ (زار) (به آلمانی: Reisbach (Saar)) یک شهرک در آلمان است که در زارولینگن واقع شده‌است.

## خصوصیات
رایسباخ ۱۳٫۴۰ کیلومترمربع مساحت و ۲٬۸۰۰ نفر جمعیت دارد و ۲۳۱ متر بالاتر از سطح دریا واقع شده‌است.

## خواهرخوانده
شهر رایسباخ (زار) خواهرخواندهٔ رایسباخ (زار) هست.